# Liste der Orte in Neuseeland
Die Liste der Ortschaften Neuseelands umfasst alle geografischen Orte in Neuseeland, die von Land Information New Zealand (LINZ) als Metropole (metropolis), Stadt (town) oder bewohnter Ort (populated place) klassifiziert wurden.

## Alphabetische Übersicht
Die Orte sind in alphabetischer Reihenfolge gelistet. Städte im rechtlichen Sinne (city) sind fett hervorgehoben, wobei die Metropole Auckland ursprünglich aus mehreren solcher Städte und Vororten (suburb/urban satellite) bestand, seit November 2010 aber alle früheren Städte der Region Auckland durch Zusammenlegung ihre Eigenständigkeit verloren haben und unter der Verwaltung des Auckland Council zusammengefasst sind.
Das Public Service Department Land Information New Zealand (LINZ) erfasst neben den Städten, Orten und Vororten unter anderem noch Bauernhöfe (farm/homestead), Ortslagen (locality), Pā. Diese geografischen Objekte sind in dieser Liste nicht enthalten.

### A
| Ortsname          | City / Distrikt                | Region            | Insel | Bemerkung |
| ----------------- | ------------------------------ | ----------------- | ----- | --- |
| Acacia Bay        | Taupō District                 | Waikato           | N     | |
| Ahaura            | Grey District                  | West Coast        | S     | |
| Ahipara           | Far North District             | Northland         | N     | |
| Ahititi           | New Plymouth District          | Taranaki          | N     | |
| Ahuroa            | Auckland Council               |                   | N     | gehörte bis Oktober 2010 zum Rodney District                                                                              |
| Akaroa            | Christchurch City              | Canterbury        | S     | |
| Albany            | Auckland Council               |                   | N     | Stadtteil vom North Shore Ward, gehörte bis Oktober 2010 zu North Shore City                                              |
| Albert Town       | Queenstown-Lakes District      | Otago             | S     | |
| Alexandra         | Central Otago District         | Otago             | S     | |
| Allanton          | Dunedin City                   | Otago             | S     | |
| Amberley          | Hurunui District               | Canterbury        | S     | |
| Aoraki/Mount Cook | Mackenzie District             | Canterbury        | S     | |
| Āpiti             | Manawatu District              | Manawatu-Wanganui | N     | |
| Aramoana          | Dunedin City                   | Otago             | S     | |
| Arapuni           | South Waikato District         | Waikato           | N     | |
| Arrowtown         | Queenstown-Lakes District      | Otago             | S     | |
| Arthur’s Pass     | Selwyn District                | Canterbury        | S     | |
| Ashburton         | Ashburton District             | Canterbury        | S     | |
| Ashhurst          | Palmerston North City          | Manawatu-Wanganui | N     | |
| Athenree          | Western Bay of Plenty District | Bay of Plenty     | N     | |
| Athol             | Southland District             | Southland         | S     | |
| Auckland          | Auckland Council               |                   | N     | Metropole Auckland wurde am 1. November 2010 durch Zusammenlegung von Städten und Distrikten zum Auckland Council geformt |
| Aurere            | Far North District             | Northland         | N     | |
| Awanui            | Far North District             | Northland         | N     | |

### B
| Ortsname        | City / Distrikt       | Region            | Insel | Bemerkung                                                                    |
| --------------- | --------------------- | ----------------- | ----- | ---------------------------------------------------------------------------- |
| Balclutha       | Clutha District       | Otago             | S     |                                                                              |
| Balfour         | Southland District    | Southland         | S     |                                                                              |
| Bay View        | Napier City           | Hawke’s Bay       | N     |                                                                              |
| Beaumont        | Clutha District       | Otago             | S     |                                                                              |
| Belgrove        | Tasman District       | Tasman            | S     |                                                                              |
| Benhar          | Clutha District       | Otago             | S     |                                                                              |
| Benneydale      |                       |                   |       |                                                                              |
| Berwick         | Clutha District       | Otago             | S     |                                                                              |
| Bethlehem       | Tauranga City         | Bay of Plenty     | N     | Stadtteil von Tauranga                                                       |
| Birdling’s Flat | Christchurch City     | Canterbury        | S     |                                                                              |
| Birkenhead      | Auckland Council      |                   | N     | Stadtteil vom North Shore Ward, gehörte bis Oktober 2010 zu North Shore City |
| Blackball       | Grey District         | West Coast        | S     |                                                                              |
| Blackpool       |                       |                   |       |                                                                              |
| Blenheim        | Marlborough District  | Marlborough       | S     |                                                                              |
| Bluff           | Invercargill City     | Southland         | S     |                                                                              |
| Botany Downs    | Auckland Council      |                   | N     | Stadtteil vom Manukau Ward, gehörte bis Oktober 2010 zu Manukau City         |
| Brighton        |                       |                   |       |                                                                              |
| Brightwater     | Tasman District       | Tasman            | S     |                                                                              |
| Broadwood       | Far North District    | Northland         | N     |                                                                              |
| Brunner         | Grey District         | West Coast        | S     |                                                                              |
| Bulls           | Rangitikei District   | Manawatu-Wanganui | N     |                                                                              |
| Bunnythorpe     | Palmerston North City | Manawatu-Wanganui | N     |                                                                              |
| Burnbrae        | Tasman District       | Tasman            | S     |                                                                              |
| Burnham         |                       |                   |       |                                                                              |

### C
| Ortsname          | City / Distrikt            | Region            | Insel | Bemerkung                                    |
| ----------------- | -------------------------- | ----------------- | ----- | -------------------------------------------- |
| Cambridge         | Waipa District             | Waikato           | N     |                                              |
| Cardrona          | Queenstown-Lakes District  | Otago             | S     |                                              |
| Carnarvon         | Manawatu District          | Manawatu-Wanganui | N     |                                              |
| Carterton         | Carterton District         | Wellington        | N     |                                              |
| Cass              | Selwyn District            | Canterbury        | S     |                                              |
| Cheviot           | Hurunui District           | Canterbury        | S     |                                              |
| Christchurch City |                            | Canterbury        | S     | Stadt mit City-Status                        |
| Clarence          | Kaikoura District          | Canterbury        | S     |                                              |
| Clarksville       | Clutha District            | Otago             | S     |                                              |
| Clinton           |                            |                   |       |                                              |
| Clive             | Hastings District          | Hawke’s Bay       | N     |                                              |
| Clyde             | Central Otago District     | Otago             | S     |                                              |
| Coatesville       | Auckland Council           |                   | N     | gehörte bis Oktober 2010 zum Rodney District |
| Collingwood       | Tasman District            | Tasman            | S     |                                              |
| Coromandel        | Thames-Coromandel District | Waikato           | N     |                                              |
| Craigellachie     | Clutha District            | Otago             | S     |                                              |
| Cromwell          | Central Otago District     | Otago             | S     |                                              |
| Culverden         | Hurunui District           | Canterbury        | S     |                                              |
| Cust              | Waimakariri District       | Canterbury        | S     |                                              |

### D
| Ortsname        | City / Distrikt        | Region            | Insel | Bemerkung                                                                    |
| --------------- | ---------------------- | ----------------- | ----- | ---------------------------------------------------------------------------- |
| Dannevirke      | Tararua District       | Manawatu-Wanganui | N     |                                                                              |
| Darfield        | Selwyn District        | Canterbury        | S     |                                                                              |
| Dargaville      | Kaipara District       | Northland         | N     |                                                                              |
| Devonport       | Auckland Council       |                   | N     | Stadtteil vom North Shore Ward, gehörte bis Oktober 2010 zu North Shore City |
| Diamond Harbour | Christchurch City      | Canterbury        | S     |                                                                              |
| Dillmanstown    | Westland District      | West Coast        | S     |                                                                              |
| Dobson          |                        |                   |       |                                                                              |
| Dumbarton       | Central Otago District | Otago             | S     |                                                                              |
| Dunedin City    |                        | Otago             | S     | Stadt mit City-Status                                                        |
| Duntroon        | Waitaki District       | Canterbury        | S     |                                                                              |

### E
| Ortsname       | City / Distrikt         | Region            | Insel | Bemerkung               |
| -------------- | ----------------------- | ----------------- | ----- | ----------------------- |
| Eastbourne     | Hutt City               | Wellington        | N     | Stadtteil von Hutt City |
| Edendale       | Southland District      | Southland         | S     |                         |
| Edgecumbe      | Whakatāne District      | Bay of Plenty     | N     |                         |
| Egmont Village | New Plymouth District   | Taranaki          | N     |                         |
| Eketāhuna      | Tararua District        | Manawatu-Wanganui | N     |                         |
| Eltham         | South Taranaki District | Taranaki          | N     |                         |
| Ettrick        | Central Otago District  | Otago             | S     |                         |

### F
| Ortsname          | City / Distrikt          | Region            | Insel | Bemerkung               |
| ----------------- | ------------------------ | ----------------- | ----- | ----------------------- |
| Fairburn          | Far North District       | Northland         | N     |                         |
| Fairfield         | Dunedin City             | Otago             | S     | Stadtteil von Dunedin   |
| Fairfield         | Hamilton City            | Waikato           | N     | Stadtteil von Hamilton  |
| Fairfield         | Hutt City                | Wellington        | N     | Stadtteil von Hutt City |
| Fairlie           | Mackenzie District       | Canterbury        | S     |                         |
| Featherston       | South Wairarapa District | Wellington        | N     |                         |
| Feilding          | Manawatu District        | Manawatu-Wanganui | N     |                         |
| Five Rivers       | Southland District       | Southland         | S     |                         |
| Foxton            | Horowhenua District      | Manawatu-Wanganui | N     |                         |
| Foxton Beach      | Horowhenua District      | Manawatu-Wanganui | N     |                         |
| Foxhill           | Tasman District          | Tasman            | S     |                         |
| Franz Josef/Waiau | Westland District        | West Coast        | S     |                         |
| Frasertown        |                          |                   |       |                         |

### G
| Ortsname   | City / Distrikt           | Region     | Insel | Bemerkung                                      |
| ---------- | ------------------------- | ---------- | ----- | ---------------------------------------------- |
| Geraldine  | Timaru District           | Canterbury | S     |                                                |
| Gibbston   | Queenstown-Lakes District | Otago      | S     |                                                |
| Gisborne   | Gisborne District         | Gisborne   | N     |                                                |
| Gladstone  | Carterton District        | Wellington | N     |                                                |
| Glenbrook  | Auckland Council          |            | N     | gehörte bis Oktober 2010 zum Franklin District |
| Glentunnel |                           |            |       |                                                |
| Gore       | Gore District             | Southland  | S     |                                                |
| Greymouth  | Grey District             | West Coast | S     |                                                |
| Greytown   | South Wairarapa District  | Wellington | N     |                                                |

### H
| Ortsname         | City / Distrikt           | Region            | Insel | Bemerkung                                    |
| ---------------- | ------------------------- | ----------------- | ----- | -------------------------------------------- |
| Haast            | Westland District         | West Coast        | S     |                                              |
| Halcombe         | Manawatu District         | Manawatu-Wanganui | N     |                                              |
| Hamilton City    |                           | Waikato           | N     | Stadt mit City-Status                        |
| Hampden          |                           |                   |       |                                              |
| Hanmer Springs   | Hurunui District          | Canterbury        | S     |                                              |
| Harihari         | Westland District         | West Coast        | S     | alternativ Hari Hari geschrieben             |
| Hastings         | Hastings District         | Hawke’s Bay       | N     |                                              |
| Haupiri          | Grey District             | West Coast        | S     |                                              |
| Havelock         | Marlborough District      | Marlborough       | S     |                                              |
| Havelock North   | Hastings District         | Hawke’s Bay       | N     |                                              |
| Hawarden         |                           |                   |       |                                              |
| Lake Hāwea (Ort) | Queenstown-Lakes District | Otago             | S     |                                              |
| Hawera           | South Taranaki District   | Taranaki          | N     |                                              |
| Helensville      | Auckland Council          |                   | N     | gehörte bis Oktober 2010 zum Rodney District |
| Henley           | Dunedin City              | Otago             | S     |                                              |
| Herbert          |                           |                   |       |                                              |
| Herekino         | Far North District        | Northland         | N     |                                              |
| Heriot           | Clutha District           | Otago             | S     |                                              |
| Hikurangi        |                           |                   |       |                                              |
| Hokitika         | Westland District         | West Coast        | S     |                                              |
| Hope             | Tasman District           | Tasman            | S     |                                              |
| Hororata         |                           |                   |       |                                              |
| Houhora          | Far North District        | Northland         | N     |                                              |
| Hunterville      |                           |                   |       |                                              |
| Huntly           | Waikato District          | Waikato           | N     |                                              |
| Hyde             | Dunedin City              | Otago             | S     |                                              |

### I
| Ortsname           | City / Distrikt | Region     | Insel | Bemerkung             |
| ------------------ | --------------- | ---------- | ----- | --------------------- |
| Inangahua Junction | Buller District | West Coast | S     |                       |
| Inglewood          |                 |            |       |                       |
| Invercargill City  |                 | Southland  | S     | Stadt mit City-Status |

### J
| Ortsname     | City / Distrikt    | Region            | Insel | Bemerkung |
| ------------ | ------------------ | ----------------- | ----- | --------- |
| Jacobs River | Westland District  | West Coast        | S     |           |
| Jerusalem    | Whanganui District | Manawatu-Wanganui | N     |           |

### K
| Ortsname        | City / Distrikt                | Region            | Insel | Bemerkung                                    |
| --------------- | ------------------------------ | ----------------- | ----- | -------------------------------------------- |
| Kaeo            | Far North District             | Northland         | N     |                                              |
| Kaiapoi         | Waimakariri District           | Canterbury        | S     |                                              |
| Kaikohe         | Far North District             | Northland         | N     |                                              |
| Kaikoura        | Kaikoura District              | Canterbury        | S     |                                              |
| Kaingaroa       | Far North District             | Northland         | N     |                                              |
| Kaitaia         | Far North District             | Northland         | N     |                                              |
| Kaitangata      | Clutha District                | Otago             | S     |                                              |
| Kaiti           | Gisborne District              | Gisborne          | N     | Stadtteil von Gisborne                       |
| Kaiwaka         | Kaipara District               | Northland         | N     |                                              |
| Kaka Point      | Clutha District                | Otago             | S     |                                              |
| Kakahi          | Ruapehu District               | Manawatu-Wanganui | N     |                                              |
| Kakanui         |                                |                   |       |                                              |
| Kapiro          | Far North District             | Northland         | N     |                                              |
| Kaponga         | South Taranaki District        | Taranaki          | N     |                                              |
| Kapowairua      | Far North District             | Northland         | N     |                                              |
| Karamea         | Buller District                | West Coast        | S     |                                              |
| Karatia         | Far North District             | Northland         | N     |                                              |
| Karekare        | Auckland Council               |                   | N     | gehörte bis Oktober 2010 zu Waitakere City   |
| Kareponia       | Far North District             | Northland         | N     |                                              |
| Karitane        |                                |                   |       |                                              |
| Katikati        | Western Bay of Plenty District | Bay of Plenty     | N     |                                              |
| Kaukapakapa     | Auckland Council               |                   | N     | gehörte bis Oktober 2010 zum Rodney District |
| Kawakawa        | Far North District             | Northland         | N     |                                              |
| Kawerau         | Kawerau District               | Bay of Plenty     | N     |                                              |
| Kāwhia          | Otorohanga District            | Waikato           | N     |                                              |
| Kerikeri        | Far North District             | Northland         | N     |                                              |
| Kihikihi        | Waipa District                 | Waikato           | N     |                                              |
| Kingston        | Queenstown-Lakes District      | Otago             | S     |                                              |
| Kimbolton       |                                |                   |       |                                              |
| Kirwee          |                                |                   |       |                                              |
| Knobs Flat      | Southland District             | Southland         | S     |                                              |
| Kohatu          | Tasman District                | Tasman            | S     |                                              |
| Kohukohu        | Far North District             | Northland         | N     |                                              |
| Kumara          | Westland District              | West Coast        | S     |                                              |
| Kumara Junction | Westland District              | West Coast        | S     |                                              |
| Kumeu           | Auckland Council               |                   | N     | gehörte bis Oktober 2010 zum Rodney District |
| Kuratau         |                                |                   |       |                                              |
| Kurow           | Waitaki District               | Canterbury        | S     |                                              |

### L
| Ortsname    | City / Distrikt        | Region            | Insel | Bemerkung            |
| ----------- | ---------------------- | ----------------- | ----- | -------------------- |
| Lake Ohia   | Far North District     | Northland         | N     |                      |
| Lake Tekapo | Mackenzie District     | Canterbury        | S     |                      |
| Lawrence    | Clutha District        | Otago             | S     |                      |
| Leeston     | Selwyn District        | Canterbury        | S     |                      |
| Leigh       |                        |                   |       |                      |
| Lepperton   |                        |                   |       |                      |
| Levin       | Horowhenua District    | Manawatu-Wanganui | N     |                      |
| Lichfeld    | South Waikato District | Waikato           | N     |                      |
| Lincoln     | Selwyn District        | Canterbury        | S     |                      |
| Lochindorb  | Clutha District        | Otago             | S     |                      |
| Longburn    |                        |                   |       |                      |
| Hutt City   |                        | Wellington        | N     | Stadt mit City-Staus |
| Lowther     | Southland District     | Southland         | S     |                      |
| Lumsden     | Southland District     | Southland         | S     |                      |
| Lyttelton   | Christchurch City      | Canterbury        | S     |                      |

### M
| Ortsname        | City / Distrikt                | Region            | Insel | Bemerkung                                    |
| --------------- | ------------------------------ | ----------------- | ----- | -------------------------------------------- |
| Macraes Flat    | Waitaki District               | Otago             | S     |                                              |
| Maheno          |                                |                   |       |                                              |
| Makaroa         | Queenstown-Lakes District      | Otago             | S     |                                              |
| Maketu          | Western Bay of Plenty District | Bay of Plenty     | N     |                                              |
| Manaia          | South Taranaki District        | Taranaki          | N     |                                              |
| Manakau         |                                |                   |       |                                              |
| Manapouri       | Southland District             | Southland         | S     |                                              |
| Mandeville      | Gore District                  | Southland         | S     |                                              |
| Mangakino       |                                |                   |       |                                              |
| Mangatainoka    |                                |                   |       |                                              |
| Mangaweka       | Rangitikei District            | Manawatu-Wanganui | N     |                                              |
| Mangawhai       | Kaipara District               | Northland         | N     |                                              |
| Mangawhai Heads | Kaipara District               | Northland         | N     |                                              |
| Mangōnui        | Far North District             | Northland         | N     |                                              |
| Mapua           | Tasman District                | Tasman            | S     |                                              |
| Maromaku        | Far North District             | Northland         | N     |                                              |
| Martinborough   | South Wairarapa District       | Wellington        | N     |                                              |
| Marton          | Rangitikei District            | Manawatu-Wanganui | N     |                                              |
| Maruia          | Buller District                | West Coast        | S     |                                              |
| Masterton       | Masterton District             | Wellington        | N     |                                              |
| Matakohe        | Kaipara District               | Northland         | N     |                                              |
| Matamata        | Matamata-Piako District        | Waikato           | N     |                                              |
| Mataura         | Gore District                  | Southland         | S     |                                              |
| Meremere        |                                |                   |       |                                              |
| Merita          | Far North District             | Northland         | N     |                                              |
| Methven         | Ashburton District             | Canterbury        | S     |                                              |
| Middlemarch     | Dunedin City                   | Otago             | S     |                                              |
| Midhirst        |                                |                   |       |                                              |
| Milford Sound   |                                |                   |       |                                              |
| Millers Flat    | Central Otago District         | Otago             | S     |                                              |
| Milton          | Clutha District                | Otago             | S     |                                              |
| Moana           | Grey District                  | West Coast        | S     |                                              |
| Moenui          | Marlborough District           | Marlborough       | S     |                                              |
| Moerewa         | Far North District             | Northland         | N     |                                              |
| Morrinsville    | Matamata-Piako District        | Waikato           | N     |                                              |
| Mosgiel         | Dunedin City                   | Otago             | S     | Vorort von Dunedin                           |
| Mossburn        | Southland District             | Southland         | S     |                                              |
| Motueka         | Tasman District                | Tasman            | S     |                                              |
| Motupiko        | Tasman District                | Tasman            | S     |                                              |
| Motutangi       | Far North District             | Northland         | N     |                                              |
| Mount Maunganui | Tauranga City                  | Bay of Plenty     | N     | Vorort von Tauranga                          |
| Murchison       | Tasman District                | Tasman            | S     |                                              |
| Muriwai Beach   | Auckland Council               |                   | N     | gehörte bis Oktober 2010 zum Rodney District |
| Murupara        | Whakatāne District             | Bay of Plenty     | N     |                                              |

### N
| Ortsname      | City / Distrikt        | Region            | Insel | Bemerkung                                   |
| ------------- | ---------------------- | ----------------- | ----- | ------------------------------------------- |
| Napier City   |                        | Hawke’s Bay       | N     | Stadt mit City-Status                       |
| Naseby        | Central Otago District | Otago             | S     |                                             |
| National Park | Ruapehu District       | Manawatu-Wanganui | N     |                                             |
| Nelson City   |                        |                   | N     | Stadt mit City-Status und Unitary Authority |
| Neudorf       | Tasman District        | Tasman            | S     |                                             |
| New Plymouth  | New Plymouth District  | Taranaki          | N     |                                             |
| Ngāruawāhia   | Waikato District       | Waikato           | N     |                                             |
| Ngataki       | Far North District     | Northland         | N     |                                             |
| Ngatea        | Hauraki District       | Waikato           | N     |                                             |
| Ngatiwhetu    | Far North District     | Northland         | N     |                                             |
| Nightcaps     |                        |                   |       |                                             |
| Nokomai       | Southland District     | Southland         | S     |                                             |
| Normanby      |                        |                   |       |                                             |
| Norsewood     | Tararua District       | Manawatu-Wanganui | N     |                                             |

### O
| Ortsname       | City / Distrikt         | Region            | Insel | Bemerkung                                    |
| -------------- | ----------------------- | ----------------- | ----- | -------------------------------------------- |
| Oakura         |                         |                   |       |                                              |
| Oamaru         | Waitaki District        | Otago             | S     |                                              |
| Oban           | Southland District      | Southland         | S     |                                              |
| Ohai           |                         |                   |       |                                              |
| Ohaeawai       | Far North District      | Northland         | N     |                                              |
| Ohakune        | Ruapehu District        | Manawatu-Wanganui | N     |                                              |
| Ohaupo         |                         |                   |       |                                              |
| Ohingaiti      |                         |                   |       |                                              |
| Ōhope          | Whakatāne District      | Bay of Plenty     | N     |                                              |
| Ohura          | Ruapehu District        | Manawatu-Wanganui | N     |                                              |
| Okahu          | Far North District      | Northland         | N     |                                              |
| Okaihau        | Far North District      | Northland         | N     |                                              |
| Okato          |                         |                   |       |                                              |
| Omakau         | Central Otago District  | Otago             | S     |                                              |
| Omanaia        | Far North District      | Northland         | N     |                                              |
| Omapere        | Far North District      | Northland         | N     |                                              |
| Omarama        | Waitaki District        | Canterbury        | S     |                                              |
| Omiha          |                         |                   |       |                                              |
| Omokoroa Beach |                         |                   |       |                                              |
| Oneroa         |                         |                   |       |                                              |
| Onetangi       |                         |                   |       |                                              |
| Ophir          | Central Otago District  | Otago             | S     |                                              |
| Opononi        | Far North District      | Northland         | N     |                                              |
| Opotiki        | Opotiki District        | Bay of Plenty     | N     |                                              |
| Opua           | Far North District      | Northland         | N     |                                              |
| Ōpunake        | South Taranaki District | Taranaki          | N     |                                              |
| Orewa          | Auckland Council        |                   | N     | gehörte bis Oktober 2010 zum Rodney District |
| Ormond         | Gisborne District       | Gisborne          | N     |                                              |
| Ormondville    |                         |                   |       |                                              |
| Oromahoe       | Far North District      | Northland         | N     |                                              |
| Orotere        | Far North District      | Northland         | N     |                                              |
| Oruaiti        | Far North District      | Northland         | N     |                                              |
| Ostend         |                         |                   |       |                                              |
| Ōtākou         | Dunedin City            | Otago             | S     |                                              |
| Ōtaki          | Kapiti Coast District   | Wellington        | N     |                                              |
| Otane          |                         |                   |       |                                              |
| Otatara        | Invercargill City       | Southland         | S     |                                              |
| Otautau        |                         |                   |       |                                              |
| Otematata      |                         |                   |       |                                              |
| Otira          | Westland District       | West Coast        | S     |                                              |
| Otorohanga     | Otorohanga District     | Waikato           | N     |                                              |
| Oturu          | Far North District      | Northland         | N     |                                              |
| Outram         |                         |                   |       |                                              |
| Owaka          | Clutha District         | Otago             | S     |                                              |
| Owhango        | Ruapehu District        | Manawatu-Wanganui | N     |                                              |
| Oxford         |                         |                   |       |                                              |

### P
| Ortsname              | City / Distrikt            | Region            | Insel | Bemerkung                                                                         |
| --------------------- | -------------------------- | ----------------- | ----- | --------------------------------------------------------------------------------- |
| Paekakariki           | Kapiti Coast District      | Wellington        | N     |                                                                                   |
| Paenga                | Tasman District            | Tasman            | S     |                                                                                   |
| Paengaroa             |                            |                   |       |                                                                                   |
| Paerau                | Central Otago District     | Otago             | S     |                                                                                   |
| Paeroa                | Hauraki District           | Waikato           | N     |                                                                                   |
| Pahiatua              | Tararua District           | Manawatu-Wanganui | N     |                                                                                   |
| Pakaraka              | Far North District         | Northland         | N     |                                                                                   |
| Paihia                | Far North District         | Northland         | N     |                                                                                   |
| Palm Beach            |                            |                   |       |                                                                                   |
| Palmerston            | Waitaki District           | Otago             | S     |                                                                                   |
| Palmerston North City |                            | Manawatu-Wanganui | N     | Stadt mit City-Status                                                             |
| Pamapuria             | Far North District         | Northland         | N     |                                                                                   |
| Papakura              | Auckland Council           |                   | N     | gehörte bis Oktober 2010 zum Papakura District                                    |
| Papamoa Beach         | Tauranga City              | Bay of Plenty     | N     | Stadtteil von Tauranga                                                            |
| Paparore              | Far North District         | Northland         | N     |                                                                                   |
| Parapara              | Far North District         | Northland         | N     |                                                                                   |
| Paraparaumu           | Kapiti Coast District      | Wellington        | N     |                                                                                   |
| Parawa                | Southland District         | Southland         | S     |                                                                                   |
| Paremoremo            | Auckland Council           |                   | N     | gehörte bis Oktober 2010 zum Rodney District                                      |
| Pareora               |                            |                   |       |                                                                                   |
| Pātea                 | South Taranaki District    | Taranaki          | N     |                                                                                   |
| Paua                  | Far North District         | Northland         | N     |                                                                                   |
| Pauanui               | Thames-Coromandel District | Waikato           | N     |                                                                                   |
| Peka Peka             | Kapiti Coast District      | Wellington        | N     |                                                                                   |
| Penrose               | Auckland Council           |                   | N     | Stadtteil vom Maungakiekie-Tamaki Ward, gehörte bis Oktober 2010 zu Auckland City |
| Peria                 | Far North District         | Northland         | N     |                                                                                   |
| Picton                | Marlborough District       | Marlborough       | S     |                                                                                   |
| Piha                  | Auckland Council           |                   | N     | gehörte bis Oktober 2010 zu Waitakere City                                        |
| Pipiriki              | Ruapehu District           | Manawatu-Wanganui | N     |                                                                                   |
| Piopio                |                            |                   |       |                                                                                   |
| Pirongia              | Waipa District             | Waikato           | N     |                                                                                   |
| Pleasant Point        | Timaru District            | Canterbury        | S     |                                                                                   |
| Plimmerton            | Porirua City               | Wellington        | N     | Vorort von Porirua                                                                |
| Porangahau            |                            |                   |       |                                                                                   |
| Porirua City          |                            | Wellington        | N     | Stadt mit City-Status                                                             |
| Port Chalmers         | Dunedin City               | Otago             | S     |                                                                                   |
| Portobello            | Dunedin City               | Otago             | S     |                                                                                   |
| Pounawea              | Clutha District            | Otago             | S     |                                                                                   |
| Prebbleton            | Selwyn District            | Canterbury        | S     |                                                                                   |
| Puha                  | Gisborne District          | Gisborne          | N     |                                                                                   |
| Puhoi                 | Auckland Council           |                   | N     | gehörte bis Oktober 2010 zum Rodney District, Siehe auch Böhmische Siedlung Puhoi |
| Pukekohe              | Auckland Council           |                   | N     | gehörte bis Oktober 2010 zum Franklin District                                    |
| Pukenui               | Far North District         | Northland         | N     |                                                                                   |
| Pukepoto              | Far North District         | Northland         | N     |                                                                                   |
| Pukerua Bay           | Porirua City               | Wellington        | N     | Stadtteil von Porirua                                                             |
| Puriri                | Thames-Coromandel District | Waikato           | N     |                                                                                   |
| Putāruru              | South Waikato District     | Waikato           | N     |                                                                                   |

### Q
| Ortsname   | City / Distrikt           | Region | Insel | Bemerkung |
| ---------- | ------------------------- | ------ | ----- | --------- |
| Queenstown | Queenstown-Lakes District | Otago  | S     |           |

### R
| Ortsname         | City / Distrikt        | Region            | Insel | Bemerkung |
| ---------------- | ---------------------- | ----------------- | ----- | --------- |
| Raes Junction    | Clutha District        | Otago             | S     |           |
| Raetihi          | Ruapehu District       | Manawatu-Wanganui | N     |           |
| Raglan           | Waikato District       | Waikato           | N     |           |
| Raio             | Far North District     | Northland         | N     |           |
| Rakaia           | Ashburton District     | Canterbury        | S     |           |
| Ranfurly         | Central Otago District | Otago             | S     |           |
| Rangiahua        | Far North District     | Northland         | N     |           |
| Rangiora         | Waimakariri District   | Canterbury        | S     |           |
| Rangiputa        | Far North District     | Northland         | N     |           |
| Rangitihi        | Far North District     | Northland         | N     |           |
| Rangitukia       | Gisborne District      | Gisborne          | N     |           |
| Rapahoe          |                        |                   |       |           |
| Rātana           |                        |                   |       |           |
| Raukatara        | Kaikoura District      | Canterbury        | S     |           |
| Raumati Beach    | Kapiti Coast District  | Wellington        | N     |           |
| Raumati South    | Kapiti Coast District  | Wellington        | N     |           |
| Rawene           | Far North District     | Northland         | N     |           |
| Reefton          | Buller District        | West Coast        | S     |           |
| Renwick          | Marlborough District   | Marlborough       | S     |           |
| Rere             | Gisborne District      | Gisborne          | N     |           |
| Richmond         | Tasman District        | Tasman            | S     |           |
| Rigney           | Central Otago District | Otago             | S     |           |
| Riversdale       |                        |                   |       |           |
| Riversdale Beach |                        |                   |       |           |
| Riverton/Aparima | Southland District     | Southland         | S     |           |
| Riwaka           | Tasman District        | Tasman            | S     |           |
| Rolleston        | Selwyn District        | Canterbury        | S     |           |
| Rongotea         |                        |                   |       |           |
| Ross             |                        |                   |       |           |
| Rotherham        | Hurunui District       | Canterbury        | S     |           |
| Rotorua          | Rotorua Lakes          | Bay of Plenty     | N     |           |
| Roxburgh         | Central Otago District | Otago             | S     |           |
| Ruakaka          |                        |                   |       |           |
| Ruatoria         | Gisborne District      | Gisborne          | N     |           |
| Ruawai           |                        |                   |       |           |
| Runanga          |                        |                   |       |           |
| Russell          | Far North District     | Northland         | N     |           |

### S
| Ortsname         | City / Distrikt      | Region            | Insel | Bemerkung            |
| ---------------- | -------------------- | ----------------- | ----- | -------------------- |
| Saint Arnaud     | Tasman District      | Tasman            | S     |                      |
| Sanson           | Manawatu District    | Manawatu-Wanganui | N     |                      |
| Scotts Ferry     |                      |                   |       |                      |
| Seddon           | Marlborough District | Marlborough       | S     |                      |
| Sefton           |                      |                   |       |                      |
| Shannon          | Horowhenua District  | Manawatu-Wanganui | N     |                      |
| Sheffield        |                      |                   |       |                      |
| Snells Beach     |                      |                   |       |                      |
| South Bay        |                      |                   |       |                      |
| Southbridge      |                      |                   |       |                      |
| Southbrook       |                      |                   |       |                      |
| Spring Creek     |                      |                   |       |                      |
| Springfield      | Selwyn District      | Canterbury        | S     |                      |
| Springs Junction | Buller District      | West Coast        | S     |                      |
| Stillwater       | Grey District        | West Coast        | S     |                      |
| Stoke            | Nelson City          |                   | N     | Stadtteil von Nelson |
| Stratford        | Stratford District   | Taranaki          | N     |                      |
| Surfdale         |                      |                   |       |                      |

### T
| Ortsname            | City / Distrikt                | Region            | Insel | Bemerkung             |
| ------------------- | ------------------------------ | ----------------- | ----- | --------------------- |
| Taihape             | Rangitikei District            | Manawatu-Wanganui | N     |                       |
| Taipa-Mangonui      | Far North District             | Northland         | N     |                       |
| Tairua              | Thames-Coromandel District     | Waikato           | N     |                       |
| Tākaka              | Tasman District                | Tasman            | S     |                       |
| Takapau             |                                |                   |       |                       |
| Taneatua            | Whakatāne District             | Bay of Plenty     | N     |                       |
| Tangimoana          |                                |                   |       |                       |
| Tangoake            | Far North District             | Northland         | N     |                       |
| Tapanui             | Clutha District                | Otago             | S     |                       |
| Taranui             |                                |                   |       |                       |
| Tarras              | Central Otago District         | Otago             | S     |                       |
| Taumarunui          | Ruapehu District               | Manawatu-Wanganui | N     |                       |
| Taupō               | Taupō District                 | Waikato           | N     |                       |
| Tauranga City       |                                | Bay of Plenty     | N     | Stadt mit City-Status |
| Tautoro             | Far North District             | Northland         | N     |                       |
| Te Anau             | Southland District             | Southland         | S     |                       |
| Te Araroa           | Gisborne District              | Gisborne          | N     |                       |
| Te Aroha            | Matamata-Piako District        | Waikato           | N     |                       |
| Te Awamutu          | Waipa District                 | Waikato           | N     |                       |
| Te Hapua            | Far North District             | Northland         | N     |                       |
| Te Haumi            | Far North District             | Northland         | N     |                       |
| Te Horo             | Kapiti Coast District          | Wellington        | N     |                       |
| Te Kao              | Far North District             | Northland         | N     |                       |
| Te Karaka           | Gisborne District              | Gisborne          | N     |                       |
| Te Kauwhata         | Waikato District               | Waikato           | N     |                       |
| Te Kinga            | Grey District                  | West Coast        | S     |                       |
| Te Kopuru           |                                |                   |       |                       |
| Te Kūiti            | Waitomo District               | Waikato           | N     |                       |
| Te Paki             | Far North District             | Northland         | N     |                       |
| Te Puke             | Western Bay of Plenty District | Bay of Plenty     | N     |                       |
| Te Teko             |                                |                   |       |                       |
| Te Raupo            | Far North District             | Northland         | N     |                       |
| Templeton           |                                |                   |       |                       |
| Temuka              | Timaru District                | Canterbury        | S     |                       |
| Teviot              | Central Otago District         | Otago             | S     |                       |
| Thames              | Thames-Coromandel District     | Waikato           | N     |                       |
| Tikitiki            | Gisborne District              | Gisborne          | N     |                       |
| Timaru              | Timaru District                | Canterbury        | S     |                       |
| Tirau               | South Waikato District         | Waikato           | N     |                       |
| Toatoa              | Far North District             | Northland         | N     |                       |
| Tokaanu             |                                |                   |       |                       |
| Tokanui (Southland) |                                |                   |       |                       |
| Tokanui (Waikato)   |                                |                   |       |                       |
| Tokerau Beach       | Far North District             | Northland         | N     |                       |
| Tokomaru            |                                |                   |       |                       |
| Tokomaru Bay        |                                |                   |       |                       |
| Tokoroa             | South Waikato District         | Waikato           | N     |                       |
| Tolaga Bay          | Gisborne District              | Gisborne          | N     |                       |
| Tophouse            | Tasman District                | Tasman            | S     |                       |
| Tuakau              |                                |                   |       |                       |
| Tuamarina           |                                |                   |       |                       |
| Tuatapere           | Southland District             | Southland         | S     |                       |
| Turakina            |                                |                   |       |                       |
| Tūrangi             | Taupō District                 | Waikato           | N     |                       |
| Twizel              | Mackenzie District             | Canterbury        | S     |                       |

### U
| Ortsname        | City / Distrikt       | Region     | Insel | Bemerkung             |
| --------------- | --------------------- | ---------- | ----- | --------------------- |
| Umawera         | Far North District    | Northland  | N     |                       |
| Unahi           | Far North District    | Northland  | N     |                       |
| Upper Hutt City |                       | Wellington | N     | Stadt mit City-Status |
| Upper Moutere   | Tasman District       | Tasman     | S     |                       |
| Urenui          | New Plymouth District | Taranaki   | N     |                       |

### W
| Ortsname              | City / Distrikt                | Region            | Insel | Bemerkung                                      |
| --------------------- | ------------------------------ | ----------------- | ----- | ---------------------------------------------- |
| Wai-iti               | Tasman District                | Tasman            | S     |                                                |
| Waharoa               |                                |                   |       |                                                |
| Waiau                 |                                |                   |       |                                                |
| Waiharara             | Far North District             | Northland         | N     |                                                |
| Waihi                 | Hauraki District               | Waikato           | N     |                                                |
| Waihi Beach           | Western Bay of Plenty District | Bay of Plenty     | N     |                                                |
| Waihola               | Clutha District                | Otago             | S     |                                                |
| Waihopo               | Far North District             | Northland         | N     |                                                |
| Waihou                |                                |                   |       |                                                |
| Waikaka               |                                |                   |       |                                                |
| Waikanae              | Kapiti Coast District          | Wellington        | N     |                                                |
| Waikari               | Hurunui District               | Canterbury        | S     |                                                |
| Waikawa               |                                |                   |       |                                                |
| Waikouaiti            | Dunedin City                   | Otago             | S     |                                                |
| Waimanoni             | Far North District             | Northland         | N     |                                                |
| Waimate               | Waimate District               | Canterbury        | S     |                                                |
| Waiouru               | Ruapehu District               | Manawatu-Wanganui | N     |                                                |
| Waiouru Military Camp | Ruapehu District               | Manawatu-Wanganui | N     |                                                |
| Waipapakauri          | Far North District             | Northland         | N     |                                                |
| Waipara               | Hurunui District               | Canterbury        | S     |                                                |
| Waipawa               | Central Hawke’s Bay District   | Hawke’s Bay       | N     |                                                |
| Waipukurau            | Central Hawke’s Bay District   | Hawke’s Bay       | N     |                                                |
| Wairoa                | Wairoa District                | Hawke’s Bay       | N     |                                                |
| Waitahuna             | Clutha District                | Otago             | S     |                                                |
| Waitangi              | Chatham Islands Territory      | Chatham Islands   | CI    |                                                |
| Waitangi              | Far North District             | Northland         | N     |                                                |
| Waitara               | New Plymouth District          | Taranaki          | N     |                                                |
| Waitarere             |                                |                   |       |                                                |
| Waitati               | Dunedin City                   | Otago             | S     |                                                |
| Waitiki Landing       | Far North District             | Northland         | N     |                                                |
| Waitoa                |                                |                   |       |                                                |
| Waiuku                | Auckland Council               |                   | N     | gehörte bis Oktober 2010 zum Franklin District |
| Wakefield             | Tasman District                | Tasman            | S     |                                                |
| Waldronville          |                                |                   |       |                                                |
| Wallacetown           |                                |                   |       |                                                |
| Wanaka                | Queenstown-Lakes District      | Otago             | S     |                                                |
| Whanganui             | Whanganui District             | Manawatu-Wanganui | N     |                                                |
| Warkworth             | Auckland Council               |                   | N     | gehörte bis Oktober 2010 zum Rodney District   |
| Warrington            |                                |                   |       |                                                |
| Warwick Junction      | Buller District                | West Coast        | S     |                                                |
| Waverley              |                                |                   |       |                                                |
| Wellington City       |                                | Wellington        | N     | Stadt mit City-Status                          |
| Wellsford             | Auckland Council               |                   | N     | gehörte bis Oktober 2010 zum Rodney District   |
| Weston                |                                |                   |       |                                                |
| Westport              | Buller District                | West Coast        | S     |                                                |
| Whakapapa Village     | Ruapehu District               | Manawatu-Wanganui | N     |                                                |
| Whakatāne             | Whakatāne District             | Bay of Plenty     | N     |                                                |
| Whangamatā            | Thames-Coromandel District     | Waikato           | N     |                                                |
| Whangamōmona          | Stratford District             | Manawatu-Wanganui | N     |                                                |
| Whangara              | Gisborne District              | Gisborne          | N     |                                                |
| Whangārei             | Whangarei District             | Northland         | N     |                                                |
| Whangaroa             | Far North District             | Northland         | N     |                                                |
| Whangaruru            | Whangarei District             | Northland         | N     |                                                |
| Wharanui              | Marlborough District           | Marlborough       | S     |                                                |
| Whataroa              |                                |                   |       |                                                |
| Whatuwhiwhi           | Far North District             | Northland         | N     |                                                |
| Whitianga             | Thames-Coromandel District     | Waikato           | N     |                                                |
| Whirinaki             | Far North District             | Northland         | N     |                                                |
| Winchester            |                                |                   |       |                                                |
| Winton                | Southland District             | Southland         | S     |                                                |
| Woodend               |                                |                   |       |                                                |
| Woodville             | Tararua District               | Manawatu-Wanganui | N     |                                                |
| Wyndham               |                                |                   |       |                                                |

## Ortslagen
| Ortsname                 | City / Distrikt  | Region     | Insel | Bemerkung                                                      |
| ------------------------ | ---------------- | ---------- | ----- | -------------------------------------------------------------- |
| Böhmische Siedlung Puhoi | Auckland Council |            | N     | gehörte bis Oktober 2010 zum Rodney District, Siehe auch Puhoi |
| Gabriel’s Gully          | Clutha District  | Otago      | S     | ehemaliges Goldschürfgebiet, Beginn des Otago Goldrauschs      |
| Maruia Springs           | Buller District  | West Coast | S     | Wellnesspark                                                   |
| Rotowaro                 | Waikato District | Waikato    | N     | ehemalige Bergbausiedlung                                      |
| Sankt Paulidorf          | Tasman District  | Tasman     | S     | war früher ein Dorf deutscher Immigranten                      |